# Serraca pulcherrima
Serraca pulcherrima är en fjärilsart som beskrevs av Kaucki 1922. Serraca pulcherrima ingår i släktet Serraca och familjen mätare. Inga underarter finns listade i Catalogue of Life.